# Stuck on You/Fame and Fortune
Stuck on You/Fame and Fortune è un singolo discografico del cantante statunitense Elvis Presley, pubblicato nel 1960.

## Descrizione
Stuck on You è stato scritto da Aaron Schroeder e John Leslie McFarland.

## Tracce
- Lato A

1. Stuck on You

- Lato B

1. Fame and Fortune

## Formazione
- Elvis Presley - voce, chitarra
- Scotty Moore - chitarra
- D. J. Fontana - batteria
- Hank Garland - basso
- Bob Moore - contrabbasso
- Floyd Cramer - piano
- Buddy Harman - batteria
- The Jordanaires - cori

## Classifiche
| Classifica (1960) | Posizione raggiunta |
| ----------------- | ------------------- |
| Stati Uniti       | 1                   |